# No Hijab Day
Der No Hijab Day findet seit 2018 am 1. Februar des Jahres statt. Der Aktionstag wurde erstmals durch die kanadische Aktivistin Yasmine Mohammed begangen. Der No Hijab Day ist eine Reaktion auf den World Hijab Day. Das Ziel ist nach eigenen Angaben, den Mut der Frauen zu feiern, die familiäre, gesellschaftliche und religiöse Zwänge überwunden haben und sich dazu öffentlich bekennen, den Hidschāb abzulegen.

## Sinn
Menschen, die zum No Hijab Day aufrufen, sehen in der Verschleierung von Frauen ein kulturelles Machtinstrument, das vor allem im Iran und in Afghanistan dazu genutzt wird, Frauen zu unterdrücken. Yasmine Mohammed sagte zu dem Tag:

“No Hijab Day is a day to support brave women across the globe who want to be free from the hijab. Women who want to decide for themselves what to wear or what not to wear on their heads. Women who fight against either misogynist governments that will imprison them for removing their hijab or against abusive families and communities that will ostracize, abuse and even kill them.”

„Der No-Hijab-Tag ist ein Tag für die Unterstützung der tapferen Frauen auf der ganzen Welt, die keinen Hijab mehr tragen wollen. Für Frauen, die selbst entscheiden, was sie auf ihrem Kopf tragen oder nicht. Für Frauen, die gegen misogyne Regierungen, die sie dafür ins Gefängnis stecken, dass sie ihren Hijab abnehmen oder gegen übergriffige Familien und Gemeinden kämpfen, die sie ächten, misshandeln und sogar töten.“

## Vorgeschichte
Im Jahr 2013 wurde der erste World Hijab Day ausgerufen. Dieser richtet sich zum einen gegen die Diskriminierung von Frauen, die einen Hijab tragen, zum anderen soll er Frauen dazu ermuntern, sich zu verschleiern. Auch Frauen, die keine gläubigen Muslima sind, wird geraten, den Hijab für einen Tag auszuprobieren. Der World Hijab Day wurde von vielen Seiten stark kritisiert, da der repressive Charakter, der einem Hijab ebenfalls anhaften könne, ausgeblendet würde.
So kritisierte etwa Maryam Namazie den World Hijab Day in ihren Blogbeiträgen scharf. Sie verglich ihn mit einem „Female Genital Mutilation Day“ oder „World Child Marriage Day“. An anderer Stelle schrieb sie:

“Anyone who has ever taken an Iran Air flight will verify how quickly veils are removed the minute the airplane leaves Iranian airspace. And anyone who knows anything about Iran knows the long and hard struggle that has taken place against compulsory veiling and sex apartheid.”

„Wer jemals mit Iran Air geflogen ist, kann bestätigen, wie schnell die Schleier abgenommen werden, sobald das Flugzeug iranischen Luftraum verlässt. Und jeder, der etwas über den Iran weiß, kennt den langen und schweren Kampf gegen die Zwangsverschleierung und geschlechtliche Apartheid.“

Im Jahr 2014 rief Maryam Namazie zu Solidarität mit „Frauen, die der Verschleierung widerstehen und sich weigern“ auf.
Im Dezember 2015 veröffentlichte die Washington Post einen Kommentar von Asra Nomani und Hala Arafa mit dem Titel „Als muslimische Frauen bitten wir Sie ausdrücklich, keinen Hijab im Namen interreligiöser Solidarität zu tragen“. Sie sagten, der World Hijab Day würde die „irreführende Interpretation“ unterstützen, dass die Kopfbedeckung immer freiwillig getragen werden würde und hijab „nur“ Kopftuch bedeute.
In einem eigenen Kommentar bezog sich Maajid Nawaz auf den Artikel von Nomani & Arafa und beschrieb den World Hijab Tag als „schlimmer als gedacht“ und schlug vor, den Namen in „Hijab-ist-eine-Freie-Entscheidung-Tag“ zu ändern.
Ensaf Haidar, die Frau des nach wie vor inhaftierten säkularen Bloggers Raif Badawi, bezeichnete den World Hijab Day in einem Tweet als „islamische Propagandakampagne“ und rief dazu auf, für „die Opfer, die darunter leiden, den Hijab oder Niqab tragen zu müssen“, einzutreten.

## Medienecho
Besonders der erste No Hijab Day im Jahr 2019 sorgte für ein breites Medienecho. Im Frauenmagazin Emma berichtete Alexandra Eul über den Aktionstag und schrieb:

„Der 1. Februar ist übrigens kein ganz zufälliger Termin. Es ist der Tag, an dem 40 Jahre zuvor Ajatollah Khomeini zu Zeiten der sogenannten ‚islamischen Revolution‘ aus dem Pariser Exil in den Iran zurückkehrte. Das Land kippte quasi über Nacht in den Gottesstaat, der fundamentalistische Islam wurde zur Staatsdoktrin erklärt. Khomeini und seine Gefolgsleute hatten ein unmissverständliches Symbol für ihren Triumph auserkoren: Die (Zwangs)Verschleierung der Iranerinnen.“

Auch der Humanistische Pressedienst berichtete über den ersten No Hijab Day.
In der Zeitung Die Welt fragte Martin Niewendick in einem Artikel: „Verharmlost der ‚World Hijab Day‘ die Unterdrückung von Frauen?“
Bei heutigen Medienberichten stehen vor allem die konfligierenden Ansichten der verschiedenen Gruppen, die jeweils zum World Hijab Day und zum No Hijab Day aufrufen, bezüglich des Hijab im Vordergrund. Der No Hijab Day ist zudem immer wieder Anlass für Fachvorträge, die sich kritisch mit der Verschleierung von Frauen aus religiösen Gründen auseinandersetzen.

## Organisatoren und Unterstützer
In Deutschland wird der #NoHijabDay unter anderem unterstützt und organisiert von:
- Zentralrat der Ex-Muslime[17]
- Terre des Femmes[18]